# Championnats d'Afrique d'haltérophilie 2005
Navigation
Édition précédente Édition suivante
Les championnats d'Afrique d'haltérophilie 2005 sont la 17e édition des championnats d'Afrique d'haltérophilie. Ils se déroulent du 24 au 29 juillet 2005 à Kampala en Ouganda.

## Médaillés

### Hommes
- Olivier Longué (Cameroun) est triple médaillé d'or dans la catégorie des moins de 85 kg[1],[2].
- François Etoundi (Cameroun) est triple médaillé d'or dans la catégorie des moins de 69 kg[1],[2].
- Simplice Ribouem (Cameroun) est triple médaillé d'argent dans la catégorie des moins de 94 kg[1],[2].
- Brice Batchaya (Cameroun) est triple médaillé d'argent dans la catégorie des moins de 85 kg (et triple médaillé d'or dans la même catégorie en junior)[1],[2].
- Daniel Koum Koum (Cameroun) est triple médaillé d'or dans la catégorie des moins de 56 kg (et triple médaillé d'or dans la même catégorie en junior)[1],[2].
- Ismail Katamba (Ouganda) est médaillé d'argent au total dans la catégorie des moins de 56 kg[3].
- Abdel Hamduni (Algérie) est médaillé de bronze au total dans la catégorie des moins de 56 kg[3]
- C. Adriantry (Madagascar) est médaillé d'or au total dans la catégorie des moins de 62 kg[3]
- Miloud Rouichi (Algérie) est médaillé d'argent au total dans la catégorie des moins de 62 kg[3]

### Femmes
- Julie Matatiken (Seychelles) est médaillée d'or à l'arraché, à l'épaulé-jeté et au total dans la catégorie des moins de 48 kg[4].
- Haula Nakiganda (Ouganda) est médaillée d'argent à l'arraché, à l'épaulé-jeté et au total dans la catégorie des moins de 48 kg[4].
- Soumaya Fatnassi (Tunisie) est médaillée d'or au total dans la catégorie des moins de 53 kg[4].
- Thouraya Jebali (Tunisie) est médaillée d'argent au total dans la catégorie des moins de 53 kg[4].
- Loubaba Ben Chouba (Tunisie) est médaillée d'or au total dans la catégorie des moins de 58 kg[4].
- Safia Kouri (Algérie) est médaillée d'argent au total dans la catégorie des moins de 58 kg[4].
- J. Theteneut (Seychelles) est médaillée d'or au total dans la catégorie des moins de 69 kg[3]
- Irene Ajambo (en) (Ouganda) est médaillée d'argent au total dans la catégorie des moins de 69 kg[3]
- Prossy Irene Nyanga (Ouganda) est médaillée de bronze au total dans la catégorie des moins de 69 kg[3]
- A. Razyuse (Tunisie) est médaillée d'or au total dans la catégorie des moins de 75 kg[3]
- Mariam Nalubanga (Ouganda) est médaillée d'argent au total dans la catégorie des moins de 75 kg[3]
- I. Nasnoui (Tunisie) est médaillée d'or au total dans la catégorie des plus de 75 kg[3]
- M. Nansnoui (Tunisie) est médaillée d'argent au total dans la catégorie des plus de 75 kg[3]
- F. Nalukagwo (Ouganda) est médaillée de bronze au total dans la catégorie des plus de 75 kg[3]